# Worsleya procera
Worsleya procera (Lem.) Traub – gatunek byliny z rodziny amarylkowatych, należący do monotypowego rodzaju Worsleya (Traub) Traub. Jest to endemit deszczowego lasu atlantyckiego w Brazylii (Mata Atlantica).

## Nazewnictwo
Swoją nazwę rodzaj i gatunek zawdzięcza A. Worsleyowi (1861–1943), amerykańskiemu inżynierowi, znawcy roślin cebulowych. Zaakceptowaną nazwą naukową jest Worsleya procera, wcześniejsze funkcjonują jako jej synonimy:
- Amaryllis procera Duch.
- Amaryllis rayneri Hook.f.
- Hippeastrum procerum Lem.
- Worsleya rayneri (Hook.f.) Traub & Moldenke

## Morfologia
ŁodygaDorasta do 1,5 m wysokości.
LiścieMają do 90 cm długości.
KwiatyFioletowo-niebieskie, występują po kilka na szczycie łodygi. Osiągają 15 cm.
CebulePosiadają bardzo długie szyjki.

## Biologia i ekologia
Roślina okazała i trudna w hodowli. Wymaga stromego granitowego zbocza, porannego nasłonecznienia, wiatru i silnie nawilżonego powietrza. Naturalnym środowiskiem jej życia są zbocza gór w okolicy Rio de Janeiro. Obecnie bardzo zagrożona wymarciem.